# Хлорака
Хло̀рака (на гръцки: Χλώρακα) е село в Кипър, окръг Пафос. Според статистическата служба на Република Кипър през 2001 г. селото има 4420 жители.
Намира се на 3 км северно от Пафос.